# Foguera d'odis
 Foguera d'odis  (títol original en anglès: Arrowhead) és una pel·lícula dels Estats Units de Charles Marquis Warren, estrenada el 1953. Ha estat doblada al català.

## Argument[2]
Una profecia de la tribu dels Chiricahua, prediu que un home, vingut de l'Est, de raça apatxe, ocuparà el lloc de cap de la revolta contra els colons. I Toriano, el fill del cap Chattez, que torna d'estudiar al país dels Blancs, decideix interpretar aquesta creença i es converteix en l'"Invencible". Ed Bannon, un blanc educat entre els indis, i que els odia, intenta delimitar la personalitat de Toriano. Però l'exèrcit americà, decidit a fer la pau amb els Apatxes, li nega el seu concurs...

## Repartiment
- Charlton Heston: Ed Bannon
- Jack Palance: Toriano
- Katy Jurado: Nita
- Brian Keith: Capità Bill North
- Mary Sinclair: Lisa/Lela Wilson
- Milburn Stone: Sandy MacKinnon
- Richard Shannon: Tinent Kirk
- Lewis Martin: Coronel Weybright
- Frank DeKova: Chattez
- Robert J. Wilke: Sergent Stone
- Peter Coe: L'espanyol
- James Anderson: Jerry August
- Pat Hogan: Jim
- Paul Marion: Kuni L'indien
- John Pickard:Johnny Gunther
- Holly Bane:Caporal

## Al voltant de la pel·lícula
- La pel·lícula va ser rodada a Brackettville, a Texas.